# Amphimerus pseudofelineus
Amphimerus pseudofelineus är en plattmaskart. Amphimerus pseudofelineus ingår i släktet Amphimerus och familjen Opisthorchiidae. Inga underarter finns listade i Catalogue of Life.